# Dorinda Neligan

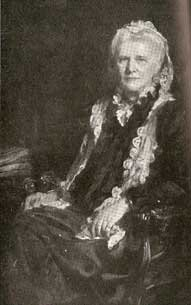
James Jebusa Shannon: Dorinda Neligan, 1901

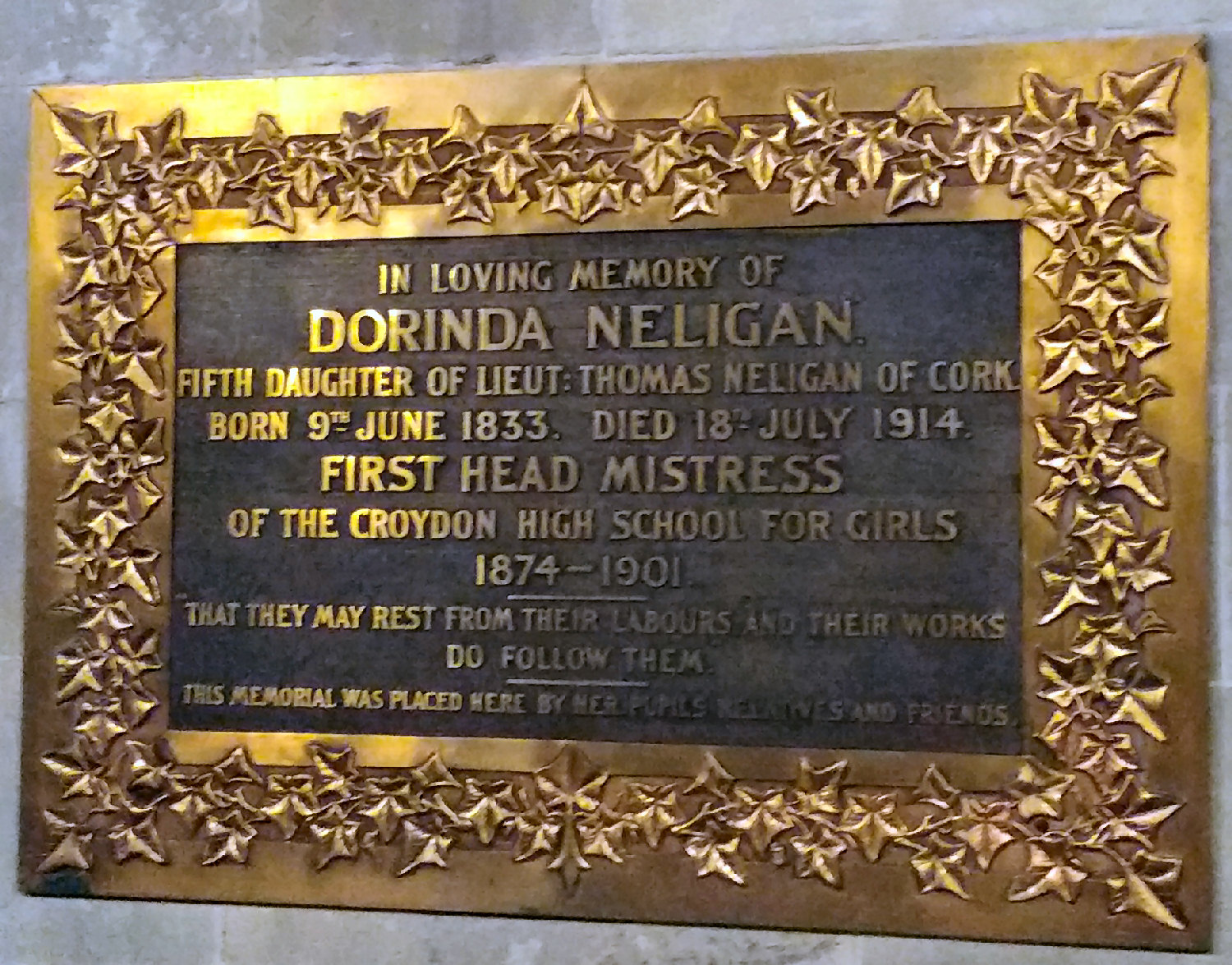
Gedenkplakette für Dorinda Neligan im Croydon Minster

Dorinda Neligan (* 9. Juni 1833 in Cork; † 17. Juli 1914 in Croydon, London) war eine in Irland geborene britische Schuldirektorin und Suffragette.

## Leben
Neligan war das fünfte Kind von Leutnant Thomas Neligan. Obwohl ihr Vater ein Soldat war, lehnte sie den Krieg ab. Sie wurde zu Hause, in Paris und in Deutschland ausgebildet und arbeitete als Finishing governess. Während der Belagerung von Metz im Deutsch-Französischen Krieg von 1870 bis 1871 leistete sie bemerkenswerte Arbeit als Krankenschwester.
Sie lernte Französisch und Deutsch und unterrichtete Französisch. 1874 war Neligan die Gründungsschulleiterin der Croydon High School, wo sie 27 Jahre lang blieb. Die Schule wurde von Maria Georgina Grey unterstützt, gehörte zur Girls’ Public Day School Company (heute der Girls’ Day School Trust) und eröffnete mit 88 Schülerinnen. Neligan soll für ihre Mädchen bei der ersten Preisverleihung der Girls’ Day Schools Company Efeu von den Schulwänden gepflückt haben, das die Mädchen im Haar trugen, um „unverwechselbar“ zu sein. Bei der Volkszählung von 1881 lebte sie als Haushaltsvorstand der Frauen (vermutlich des Personals) der Schule in der Wellesly Road in Croydon.
Neligan wurde 1893 Vizepräsidentin der Association of Headmistresses der unabhängigen Mädchenschulen.
Nach ihrer Pensionierung 1901 interessierte sie sich für das Frauenwahlrecht und nahm im Juni 1909 an einer Demonstration vor dem Unterhaus teil. Außerdem wurde eine silberne Teekanne von Beamten beschlagnahmt, nachdem sie sich aus Protest gegen die fehlende Vertretung geweigert hatte, lokale Steuern zu zahlen. Sie wurde Mitglied der Women’s Tax Resistance League und ihr regelmäßiges Verweigerungsverhalten wurde in der Lokalpresse durch Schlagzeilen wie „Miss Heligan's Hardy Annual“ oder „No Surrender“. Es hieß auch, sie sei bereit gewesen, ins Gefängnis zu gehen, selbst wenn ihre Mitgliedschaft in der Women’s Social and Political Union illegal geworden wäre, aber sie wurde nie verurteilt, obwohl sie 1910 verhaftet wurde.
Am 18. November 1910 schloss sich Neligan einer von Emmeline Pankhurst angeführten Abordnung an, die eine Petition an den Premierminister H. H. Asquith richten wollte. Zu den Delegierten gehörten neben Neligan Hertha Ayrton, Elizabeth Garrett Anderson, Anne Cobden-Sanderson und Sophia Duleep Singh an. Die Delegation wurde von der uniformierten Polizei und von Hooligans (die möglicherweise Polizisten in Zivil waren) empfangen. Es gab Beweise für ihre Brutalität, aber die Regierung weigerte sich, Ermittlungen anzustellen. Der Tag wurde als „Schwarzer Freitag“ bekannt. Es gibt auch Hinweise dafür, dass Neligan einen Polizisten angegriffen hatte, aber es wurde keine Anklage erhoben.
Neligan starb 1914 in ihrem Haus in Croydon. Ein Nachruf wurde in der Zeitung The Vote der Women’s Freedom League (WFL) veröffentlicht. Zu ihrer Beerdigung schickte die WSPU-Führerin Emmeline Pankhurst einen Kranz mit den Worten: „Mit Liebe und in Erinnerung an eine tapfere Veteranin, deren Leben in edler Arbeit für die Frauen und für die Menschheit verbracht wurde,“ die örtliche WSPU-Zweigstelle sandte Blumen und die WFL einen Kranz. Eine Gedenktafel befindet sich im Croydon Minster. Anlässlich des hundertjährigen Jahrestages der Einführung des Frauenwahlrechts 2018 bezeichnete Sarah Jones, die Abgeordnete für Croydon Central, Neligan als eine der Frauen, die junge Frauen von heute inspirieren. Das Croydon Museum schuf ein Banner mit ihrem Namen und dem Efeu-Logo der Croydon High School sowie den Worten „Veteran Suffragette“.